# AM Гончих Псов
AM Гончих Псов  (лат. AM Canum Venaticorum) — новоподобная, двойная катаклизмическая переменная звезда (NL) и переменная звезда типа AM Гончих Псов (AM) в созвездии Гончих Псов на расстоянии приблизительно 973 световых лет (около 298 парсек) от Солнца. Визуальная звёздная величина звезды — от +14,2m до +14,1m. Орбитальный период — около 1028,7322 с (17,146 мин, 0,2858 часа, 0,01191 суток).
Является прототипом переменных типа AM Гончих Псов.

## Характеристики
Первый компонент — аккрецирующий белый карлик спектрального класса DBp, или DBnnp. Масса — около 0,68 солнечной. Эффективная температура — около 17000 K.
Второй компонент — белый карлик. Масса — около 0,125 солнечной.

## Описание
В 1939-1940 годах проходили исследования, слабых белых карликов с использованием 18-дюймового (46 см) телескопа Шмидта в Паломарской обсерватории. Часть исследований была сделана вокруг северного полюса галактики, чтобы исключить звезды спектральных классов O, B и A, так как эти массивные короткоживущие звёзды, как правило, сосредоточены вдоль плоскости Млечного Пути, где имеет место процесс звездообразования. 

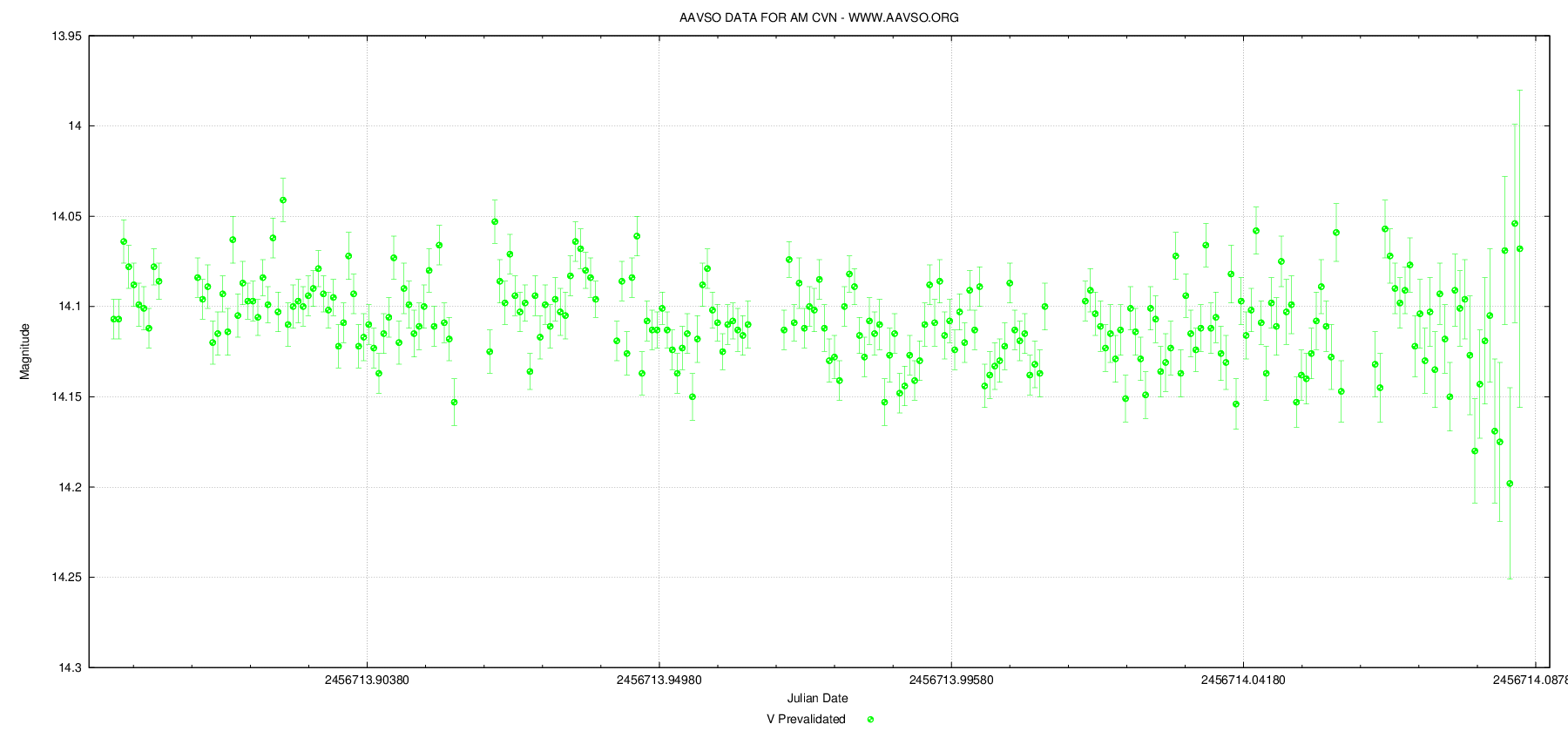
Кривая блеска AM Гончих Псов с 330-минутным периодом

В 1947 году для наблюдаемых объектов, Милтоном Л. Хьюмасоном и Фрицем Цвики был построен список слабых голубых звезд. Их синий оттенок указывает на относительно высокую эффективную температуру. 29 звезда в их списке (HZ 29), имела наиболее специфический спектр из множества. Он показывает отсутствие линий водорода в спектре, но зато широкие, диффузные линии нейтрального (неионизированной) гелия. Так были найдены бедные водородом белые карлики. В 1962 году эта звезда наблюдалась фотоэлектрическим детектором, и было обнаружено, что светимость меняется по величине с периодом 18 минут. Кривая блеска показывала вариации, которые отображаются двойной синусоидой. В дальнейшем наблюдалось мерцание, которое заставляло предположить массоперенос в системе.
Модель, разработанная для объяснения наблюдений, заключалась в том, что AM Гончих Псов представляет собой двойную систему, состоящую из пары белых карликов на очень тесной орбите. Основным является более массивный белый карлик, состоящий из углерода/кислорода, в то время как вторичным является менее массивный белый карлик из гелия, без водорода, но со следами тяжелых элементов. (В некоторых переменных типа AM Гончих Псов вторичным может быть полу-вырожденный объект, такой как субкарлик спектрального класса B). Система излучает гравитационные волны во время вращения, которые уменьшают тензор напряжений энергии-импульса, вызывая уменьшение орбиты. Эта передача происходит потому, что вторичная звезда переполняет полость Роша, созданную за счет гравитационного взаимодействия между двумя звёздами. 
Скорость массообмена между белыми карликами оценивается как примерно 7⋅10−9 солнечных масс в год, что приводит к созданию аккреционного диска вокруг белого карлика. Выход энергии из потока массы на этот аккреционный диск вносит основной вклад в визуальную светимость всей системы; диск затмевает оба белых карлика. Температура этого диска составляет около 30 000 К.
Высокоскоростная фотометрия системы показывает несколько периодов изменений в светимости переменной. Основной период 1028,73 секунд является орбитальным периодом пары. Вторичный период 1051 секунд, как полагают, вызван супергорбами (superhump) на кривой блеска, который имеет период немного длиннее, чем орбитальный период. Супергорбы могут быть результатом относительного удлинения аккреционного диска в сочетании с прецессией. Эллиптический по форме диск прецессирует вокруг белого карлика в течение интервала времени немного дольше, чем орбитальный период, в результате чего возникает небольшое изменение в ориентации диска по каждому элементу орбиты.
Обычно эта звездная система проявляет только вариации светимости величиной 0,05m. Однако звездные системы AM Гончих Псов также являются новоподобными объектами, которые способны случайным образом генерировать интенсивные вспышки. AM Гончих Псов демонстрировала такое поведение два раза в период с 1985 по 1987 годы. В 1986 году вспышка вызвала увеличение светимости на Δm=1,07 ± 0,03m и длилась 212 сек. Количество энергии, выделяемой во время этого события, оценивается как 2,7⋅1036  Эрг. Эти вспышки вызваны кратковременным термоядерным синтезом гелия, который накапливается вдоль внешней оболочки первичной звезды.